# 81e division d'infanterie (West Africa)
La 81e division d'infanterie (West Africa) est une unité coloniale de l'armée britannique formée pendant la Seconde Guerre mondiale. 

## Historique
Cette division est créée au Nigéria par la volonté du général George Giffard, commandant des forces britanniques en Afrique de l'Ouest. Elle est créée à partir de la force royale frontalière d'Afrique de l'Ouest. Plusieurs unités de la division avaient déjà combattu en Afrique de l'Est contre les italiens avec la 11e division (Africa). 
La division arrive en Inde le 14 août 1943. L'arrivée de la 5e brigade a été retardée par la perte du navire qui devait la transporter. La 3e brigade est rattachée aux Chindits. La division participe à la seconde campagne d'Arakan de février à mai 1944 dans la vallée du Kaladan sur les flancs du 15e corps indien. 
A la fin mars, elle fait face à une menace d'encerclement par des renforts japonais et doit donc se replier hors de la vallée de la Kaladan. Elle y revient en août de la même année forçant les japonais à abandonner Mowdok à quelques kilomètres de la frontière indienne. Elle continue son avance dans la vallée prenant Myohaung à l'embouchure de la rivière le 28 janvier 1945. 
La division est envoyée à l'arrière en Inde pour se reposer. Avec la fin de la guerre, elle retourne en Afrique de l'Ouest où elle est dissoute.